# Grubbach (Bad Weißenstadt)

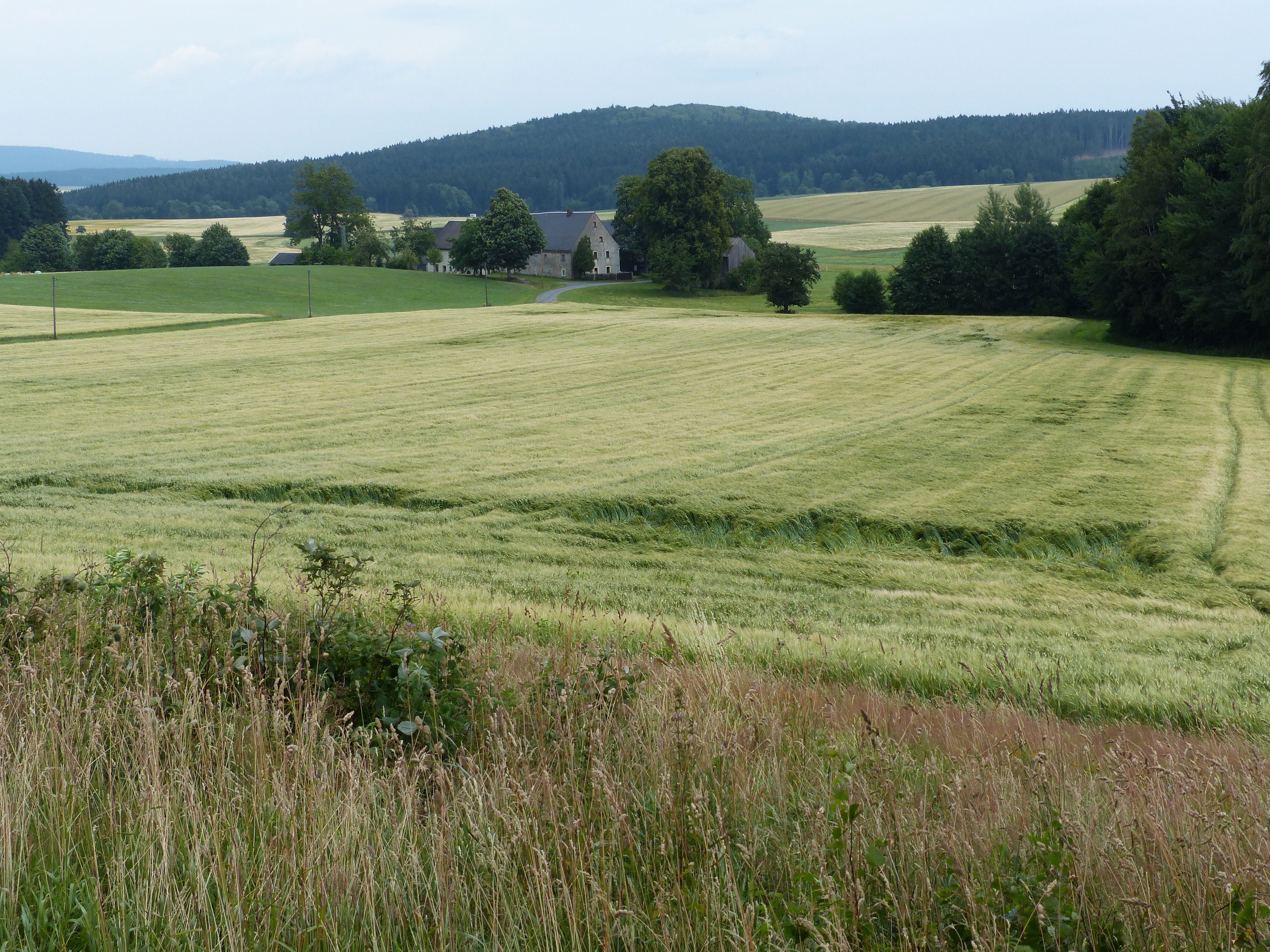
Ansicht von Grubbach

Grubbach ist ein Gemeindeteil der Stadt Bad Weißenstadt im oberfränkischen Landkreis Wunsiedel im Fichtelgebirge in Bayern.
Die Einöde Grubbach mit nur zwei Hausnummern liegt auf etwa 609 m ü. NHN zwischen den beiden Oberläufen des Lehstenbach-Zuflusses Zinnbächlein an einer Abzweigung der Kreisstraße WUN 1 zwischen Bad Weißenstadt und Kleinschloppen, im Süden von Lehsten und im Nordwesten von Grub. 
Der Ort wurde 1787 als „Gut im Grubbachgrund“ urkundlich erwähnt.